# Barão do Rio das Flores
Barão do Rio das Flores foi um título nobiliárquico brasileiro criado em favor a José Vieira Machado da Cunha.
Titulares
1. José Vieira Machado da Cunha;[2]
2. Misael Vieira Machado da Cunha – filho do anterior.[3]